# 身長とスポーツ
身長とスポーツ（しんちょうとスポーツ）では、各スポーツ競技と身長の相関性について紹介する。

## 概要
スポーツでは速さや強さなどと共に、競技の構造上、高さが求められる競技も多い。オリンピックのモットーとしても「より早く（Citius）、より高く（Altius）、より強く（Fortius）」という三語法がある。
特定の競技では、身長の高さが有利となる。長身選手の方が有利な競技とそのポジションとして、バスケットボールのC・バレーボールのMB・ラグビーのLOなどがある。ただし、これらの競技では長身ではない選手がポジションによって共存している（バスケットボールのPG・バレーボールのL・ラグビーのSHなど）。
逆に小柄な選手の方が有利とされる競技もあり、重量挙げや、縦回転半径に関わる器械体操やハーフパイプなどが挙げられる。ボブスレーでも、小柄な選手が重心の低さを生かそうとする考えもある。また、体格面でハンデを背負う選手・チームが奮闘し、時には番狂わせを起こすところに、スポーツの醍醐味（魅力）を感じる声もある。「子どもたちにも勇気を与えることができる」と考えて邁進する選手もいる。
この他、身長と関連する場合もあるが、リーチや脚の長い選手が有利な競技としてボクシングなどがある。
身長・体格による風圧力の差が生じる競技（長身選手・ペースメーカーが風よけに利用される場合もあるマラソンなど）
身長別の競技として例えば競技ダンスがあり、日本プロフェッショナルダンス競技連盟のB級ダイヤモンドスター競技会は170cm以下が対象である。
「思春期における身長と運動能力の相関」も指摘されることがあるが、それは単に成熟差の要因によるものとも考えられている。また、1980年代の研究で身長の最大発育年齢(MIA)に関連して、中学生時代に行っていたスポーツとその成熟には、高い相関があるという報告がある。
身長至上主義
長身選手の方が有利なバスケットボールにおいては、平均身長が高くない国では、他国の選手に対応できる長身の若者の絶対数が少なすぎるため、事実上、競技間で将来の選手の奪い合いになってしまっている。JOCジュニアオリンピックカップハンドボール大会のように身長男子180cm、女子170cm以上の長身者が望ましいと、管轄団体が身長条件を露にしている場合もある。運動能力よりも体格差を優先する「体格（特に身長）優先主義」の傾向を批判する意見は、1980年代の時点にも出ていた。
方策の一つとして、ハーフの子供の育成を視野に入れる動きもあるという。
成人身長予測として「target height法」「BTT法」「KR法」「KR2法」「TW2法」などがあり、それらはエリート選考の際に取り入れられることもある。

## スポーツテスト
スポーツテストにおいて、例えば反復横跳びは、長身や脚の長い人の方が有利という予想もあるが、有意性については研究結果はまちまちであるらしい。
背筋力に関しては、身長を考慮した「腰関節トルク」としての再評価方法があるという。

## 陸上競技
走高跳では、長身の選手の方が、体の重心の位置も高くなることで有利という見解もある。
100m走などの短距離走においては、 カール・ルイス(188cm)の全盛期には「長身が有利」といわれ、その後 モーリス・グリーン(175cm)が世界記録を更新すると「手足が短いほうが良い」という意見も出たという。女子100m走の歴代記録10傑の中には160cm台の選手もいる。
なお、幾何学単位系の物理量を元にした場合、速度は身長（長さを置き換えたもの）との関係がなくなるという考察がある。そのため、トラック種目やマラソン選手においては、身長による有利・不利はないと考えられるという。一方で身長が大きいほど末端の最高速度が大きい傾向があるため、投擲競技においては、長身の方が有利という考えがある。

## 水泳
競泳競技の中で、特に背泳ぎはプールの壁を蹴り体を伸ばしてスタートするため、長身が有利とされる。
泳ぐ速さは水かきとなる手足のサイズに大きく影響され、身長差は「まったく問題にならない程度」という指摘もある（2008年・早稲田大学福永哲夫教授）。

## スキー
スキージャンプでは長野五輪後に「146%ルール」（2010/2011シーズンからは145%）が制定された。160cm台の選手の場合、従来のルール「身長＋80cm」比で数cm短い板を使わざるを得なくなった。それにより日本の選手たちは調子を崩していったという指摘もある。

## スケート
スピードスケートではコーナーワーク（コーナーリング）の技術もあるため一概にはいえないものの、単純には脚の長さにスピードが比例するという指摘もある。スプリントの清水宏保は股関節を柔らかくし、ストライドを広げ、そのハンデを縮めたという。また逆に、清水の低い重心での走行は、空気抵抗の面で他の大型選手よりも有利だったとも考えられている。

## 重量挙げ
重量挙げは体重別階級競技である。
バーベルを上げるエネルギーは「重さ×高さ」であるという指摘もある。また、それぞれの身長に対してのベスト体重があるといい、まず身長に合わせて階級を選び、筋力を付けたほうが記録も向上するという見解もある。

## 格闘技
スポーツ化された競技の多くは体重別階級が取り入れられていることから、ほぼ同じ身長同士が対戦することになる。
空手選手において、身長が高いと有利な部分が多い。
寝技に関しては、身長や体重の差が立ち技ほどに顕在化しないという意見があるが、寝技格闘技の代表格であるブラジリアン柔術の最も権威ある大会であるムンジアル（世界柔術選手権）や、事実上寝技のオリンピックの地位を獲得しているADCC（アブダビコンバット）では世界屈指の技巧派として知られる軽量級選手のカイオ・テハや、階級別で5度のムンジアル優勝を経験しているハファエル・メンデスらをはじめとした軽中級の選手が無差別級で好成績を残すことは稀で、ホジャー・グレイシーやマルクス・アルメイダといった体格に恵まれ技巧にも秀でた重量級の柔術家が無差別階級で優位であるという状況にある。
K-1四天王の一人とされたキックボクサー出身の アーネスト・ホースト(190cm)のように、長身でもローキックを得意とする選手もいる。
合気道のような体術は、武道履歴などのほか、身長・体格（筋肉量）によって、同じ技を再現する場合にも異なる表現となる（ようにみえる）という指摘がある。

### 大相撲
大相撲は無差別階級であるが新弟子検査では、体重と共に、身長167cm以上（3月場所は一部異なる）という規定が設けられている。かつては173cm以上という規定だった。
体の小さい力士を、小兵と呼ぶことがある。それでも、一般人よりは巨漢な180cm・130kg程度の力士を指すこともあるという。
江戸時代には体の大きい力士を興業の目玉とする慣習があり影響が残っていた明治期にも、大砲万右エ門（身長194cm）は成績が振るわなかったが、客入りを考慮して昇進した例がある。

### プロレス
日本のプロレス界では入門テストの応募資格として身長下限を設ける団体がある。新日本プロレスでは170cm以上（かつて180cm以上だった）と規定。かつて存在した全日本女子プロレスは160cm以上、WMFは173cm以上、DIAMOND RINGは175cm以上と規定されていた。ただし、これらの団体においても、レスリング・柔道、その他アマチュアスポーツで顕著な実績を残す者は規定に満たなくても入門が認められる場合がある（柔道のオリンピック代表候補だったグラン浜田(167cm)が一例）。
全日本プロレスは下限身長（年度により170cm、175cm、180cmのいずれか）こそ文面に残すものの、「特に自信のある方は条件に満たなくてもご応募下さい」という但し書きが添えられており、事実上不問となっている。同団体から分かれたWRESTLE-1も同様（こちらは180cmで固定）であったが、末期は身長表記が削除されていた。
プロレスリング・ノアも当初は180cm以上と規定されていたが、2010年には175cmに緩和され、現在は制限が撤廃されている。
女子プロレスのマーベラスも初めは応募資格として155cm以上の規定があったが、新人第1号である桃野美桜(149cm)が下限以下にもかかわらず合格しており、現在では身長規定も撤廃されている。
メキシコのルチャリブレでは小柄な選手が非常に多く活躍している。ウルティモ・ドラゴン(172cm)は身長が当時の新日本の規程に足りず入門を断念したが、メキシコに渡り成功を収めた。ドラゴンが現地で開校した養成所「闘龍門」は身長制限を設けておらず、闘龍門と関わりの深い団体から身長不問となり、以降も順次多くのプロレス団体にて身長下限が撤廃あるいは緩和されている。

### ボクシング
ボクシングでは、長身のほうが有利とされるが、これは個人差こそあるものの身長が高ければリーチも長くなり、相手との距離を確保しながらパンチを当てることができるためである。しかし、女子プロボクサーとしては長身である高野人母美(177cm)が語ったことによると、身長差の大きい対戦では長身選手はパンチをかなり下方に向けないと有効打になりにくいため、パンチの方向やタイミングを調整しなければならずやりにくいという。また、体重別階級ごとに適正な身長が存在するという指摘もある。 マニー・パッキャオ(168cm)が アントニオ・マルガリート(180cm)を大差の判定で降し6階級制覇を達成したという事例もある。

## 表現採点競技
美（芸術性）を競う表現採点競技においては強力なジャンプを実現することなどで、高い評価を得た選手もいる。
男女がペアを組む競技もある。競技ダンスのスタンダード・ダンスでは、かつては身長差10cmほどが理想的といわれていたというが、最近ではむしろ身長差が少ない方が「大きく動くため」には有利という意見もある。他にはフィギュアスケートのペアスケーティングもある。

### アーティスティックスイミング
アーティスティックスイミングでは、大柄の選手の方が演技がダイナミックに見えるという利点がある。一方で、ソロ（五輪では1996年のアトランタ大会からは廃止）以外においては、自分より小柄な選手と演技を調和（シンクロ）させるのに苦労する部分があるという。
近年では精密な演技よりも大きな水しぶきや高い足技など、長身を生かした迫力のある演技が評価されるようになったことで、代表を同程度の長身選手で統一するために選考で身長が考慮されるようになっている。

### 体操競技
体操競技の特に器械体操では、小柄な選手が多く活躍している。しかし、それは競技の特質上、身長が小さい方が有利な部分があることで小柄な選手が生き残るというだけであり、決して筋力トレーニングによって身長が伸びなくなるわけではないという見解もある。日本選手では、田中理恵(157cm)、森末慎二(170cm)、橋本大輝(166cm)は体操選手としては長身の部類に入る。長身のアレクサンドル・ディチャーチン(184cm)は演技時に足元のマットを薄くするなどの工夫をしていた。なお、幾何学単位系の物理量を元にした場合、加速度は身長（長さを置き換えたもの）の逆数に比例する。そのため、加速度に関わる器械体操においては、身長・体重共に小さい方が有利という。
一方、新体操では比較的160～170cm強ぐらいの女性としてはやや長身の選手が多い。

## 球技
ネット型球技のポピュラーなものにおいて、年齢・性別ごとにネットの高さに違いがあるのは、バレーボールぐらいである（テニス・バドミントン・卓球などは統一の高さ）。他に、ゴールリング上縁の高さが260cm（一般は305cm）となっているミニバスケットボールのような例もある。
また、少年サッカーでは、ゴールのサイズが一般（縦2.44m×横7.32m）より小さい縦2m×横5mとなっている。これらはプレイヤーの身長・体格を考慮してのものと推測されるが、不明。

### ゴルフ
腕や体をスウィングさせて投球・打球する球技も幾つかある。ゴルフはその一つで、両手でクラブを握って打球される。
もし、角速度の移動速度が全く同じだと仮定した場合、スウィングの円弧が大きいほど、ヘッドスピードが上がりやすく飛距離も伸びるといわれる。その目安値として、テークバックの際の手と体との距離は「ウィズ（width）」と呼ばれる。実際は、腕などの筋力は個人差があり、極端な話、自身が対応できないほど長く重い用具を用いた場合、逆にヘッドスピードは上がらない可能性もある。同様に、著しく腕が長くても、筋力が自分の腕の重みにさえ耐えられないという想定もされる。なお、グリップを強く握ってしまい腕を鞭のように使えない人の場合は効果が下がるという。また、そもそも飛距離は、ヘッドスピードだけでなく、ミート率も関係しているといわれる。
日本のゴルフ選手には、大きい選手が少ないという意見もある。その理由の一つの推論として、ジュニアゴルフの育成が盛んになり、まず飛距離ではなく小柄でもショートゲームの上手な選手が生き残っていくという傾向も挙げられている。

### バスケットボール

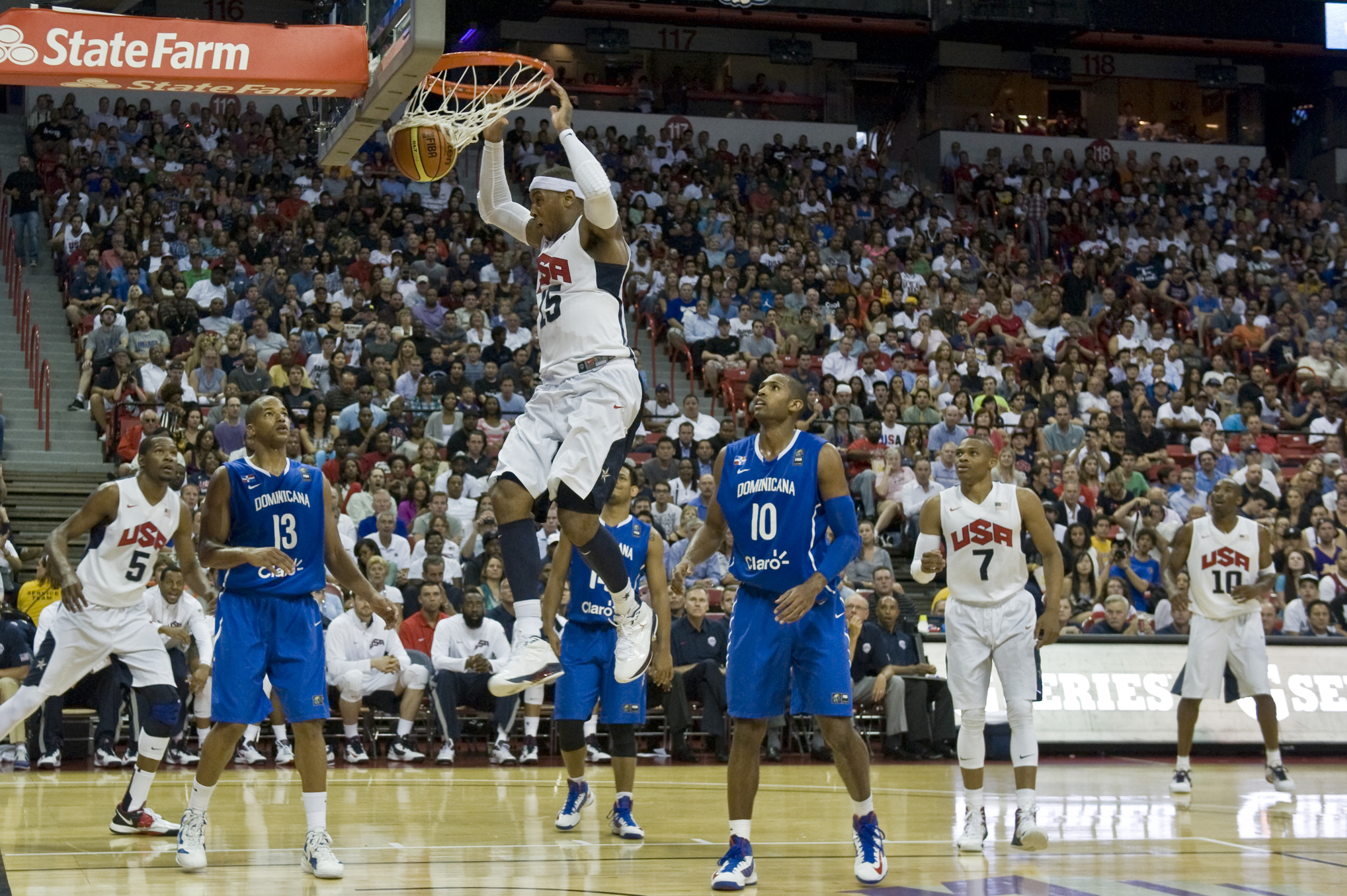
スラムダンクを決める選手。

バスケットボールでは長身が有利に働くとされ、山形大学の大神訓章(2001)らによるバスケットボール女子日本リーグ(WJBL)に所属する12チームの分析でも、チーム間における身長差と得点比に、高い信頼性と強い相関が認められた。バスケットボールに似たポートボールという球技があるが、ゴールマンとガードマンは背の高い特定の児童が担う場合が多いという指摘もある。
小柄な選手にドリブルを得意とする選手が多いという意見もある。低い位置で小刻みにドリブルができれば、相手にボールを奪われにくいという理由が考えられる。また遠距離からの3ポイントシュートは身長差のデメリットが緩和されることから、他国の代表チームと比較して平均身長が低い女子日本代表は、全員で3ポイントシュートを狙う戦法により好成績を残している。
ゴールリング（フープ）の高さは305cmであるが、ボールを掴んだままジャンプしてリングの上から入れるスラムダンクが可能な選手は多数存在する。
韓国バスケットボールリーグでは外国人選手に対して身長制限が設けられており、最高208cm、2人枠だった時代は2人合わせて400cmまでと規定している。
バスケットボール選手の スレイマン・アリ・ナシュヌシュは約245cmとされる。
NBA史上最長身だったのは、 マヌート・ボルと ゲオルゲ・ムレシャン(231cm)。逆に史上最も小さい選手だったのは、 マグシー・ボーグス（タイロン・ボーグス）である（160cm, 62kg, ポジションはPG）。
日本バスケットボール界でプレーした選手における歴代最長身は男子は 孫明明(236cm)、女子は アン・ドノバン(204cm)。日本出身選手では男子は岡山恭崇(230cm)、女子は吉川舞(197cm)である。

### 野球
審判員においては、175cm以上という採用基準がセ・パ共に定められている。
NPBにおける歴代最長身は ルーク・ファンミル（約216cm）。日本人選手で200cm以上は馬場正平（のちの「ジャイアント馬場」としてのプロレス時代は209cmだったが巨人軍では200cmで登録）、秋広優人、阿部剣友の３名。また、大リーグ（MLB）の歴代最長身は ジョン・ラウシュ（約211cm）。
一塁手（三塁手も）に、長身の選手を起用することがある。一塁手の場合は、送球を捕球できる範囲の広さ、送球する側が的として投げやすいためなどが考えられる。
ダルビッシュ有投手(196cm)は「身長の割には腕が短い」と、自身でも語ったことがあるという。そのバランスによって遠心力が小さく抑えられ、肩が開かないような深い角度のリーディングアーム（グラブをはめた左手）が可能なのではないかという指摘もある。

### ラグビー
ラグビーで最も高さが要求されるポジションはロックである。キックオフやラインアウトなどで長身を活かしボールをキャッチする役割を担うためである。
逆に小柄な選手はスクラムハーフで採用される傾向が強い。ピッチに転がっているボールをパスすることが多く、ピッチまでの距離が短い方が適しているとされる。

### ゴールキーパーを置く球技
ゴールキーパーはより広い範囲をカバーできるため体が大きいほど有利とされる。

#### サッカー
サッカーでは他のスポーツ競技と比較して体格差の影響を受けにくいといわれている。ポジション別ではゴールキーパーが最も高くなる傾向があるが、これにディフェンダーが続き、ミッドフィールダーやフォワードは低くなる傾向にある。この中でディフェンダーについては、一般的に高さが要求されるといわれるが、ゴール前での空中戦に対応するセンターバックについては大柄な選手を配する傾向があるものの、サイドライン際での攻守を担うサイドバックについてはロベルト・カルロスやフィリップ・ラームのような小柄な選手を配する傾向がある。また、攻撃的なポジションではディエゴ・マラドーナやリオネル・メッシのように身長に恵まれないもののスター選手になった者が数多く存在する。ただし身長の高低は問題ではなく、サッカー選手に必要となる体力を生み出すためのバランスの良い体格を有することが肝要である。
ゴール前でのヘディングは長身選手の方が有利だという意見もある。しかし、ドイツのウーヴェ・ゼーラーを例に挙げて、「ボールの落下地点を見極める能力」が最重要という意見もある。
女子サッカーでは、ボールをゴール前にいる大柄の相手選手に意図的に当て、そのこぼれ球をシュートするという戦術もあるという（2011年時点）。
浦和レッズ（Jリーグのチーム）は2013年7月、将来のゴールキーパー育成のため、大柄な小学生（小5で155cm以上、小6で160cm以上）を対象とした募集を行った。

#### ハンドボール
ハンドボールの場合、小柄な選手はスピードや長身選手の陰からのシュートなどその特性を活かしたプレーがあるとされる。

### ネット型球技

#### テニス
長身選手の方が「角度のあるサーブ」「高い打点による強打」が可能なため、有利とされる。しかし、21世紀の男子テニスの四大大会優勝選手は180～198cm程度で、200cm以上の選手は四大大会（5セットマッチ）では優勝できていない。女子テニスの四大大会優勝者は下は166cmのバーディから上は188cmのシャラポワまで男子より身長の幅が広い。ただ160cm以下の日本女子はテニス界では非常に苦戦を強いられており、ある程度の高身長が欲求されるスポーツではある。

#### バドミントン
長身であればスマッシュの角度や打点の高さにより相手が消耗するため有利とされる。しかしオリンピック銀メダリストの藤井瑞希（160cm）はコートの狭さやシャトルの軽さ、駆け引きやテクニックの重要性などから、低身長でも不利にはならないとしている。実際にトップ層は長身選手と小柄な選手が混在している。

#### バレーボール
日本のバレーボールでは、ライオンカップ（全日本バレーボール小学生大会、現・ファミリーマートカップ）第1回大会（1981年）から、特別ルールとして「バックセンター固定制」（後衛専門選手の設置）が取り入れられていた。これにより、低身長児の活躍が可能となった。
これをヒントにしたものかは不明だが、リベロ制（同じく後衛守備専門の選手を任意で置ける制度）が、1996年と1997年で試験導入され、1998年に国際ルールとして正式に採用となった。現在、男子では180cm台のリベロが主流となり、190cm以上の選手もいる。
選手の身長以外の高さの指標としては、指高（Standing Reach, Stand Reach）、垂直跳び（Vertical Jump, Sargent Jump）、ブロックジャンプ（Block Jump）、そして最高到達点とされる助走込みのスパイクジャンプ（Spike Jump）がある。
 ドミトリー・ムセルスキー（ロンドン五輪金メダリスト、MB）は、身長218cm（最高到達点は375cm）。2013 ワールドリーグの参加選手中、最長身だった。同大会で最も小柄だったのは ファルハド・ザリフ（165cm、L）。
ちなみにバレーボールのネットの高さは男子が243cmで、選手の平均身長が高くなっても長年変更されていない。
また、シッティングバレーボール（臀部の一部分を床に接触したまま行うというルール）では、サーブブロック（バレーボールでは1984年に禁止）が認められており、身長（座高や上半身の指高）が高い選手が有利だという。歴代最長身は モルテザ・メヘルザードの246cm（歴代最長身のパラリンピック出場者）である。

## モータースポーツ
運転手はそのまま重りであるため体重が軽い方がエンジンへの負荷が少ない。また身長が高すぎればそもそもマシンに収まらない。

### 自動車
F1では、 マーク・ウェバー(185cm)や ニコ・ヒュルケンベルグ(184cm)など長身のドライバーも活躍しているが、車体のレイアウトによっては「物理的に体が収まらない」などの理由から適性が低くなる場合も発生する。

### オートレース
オートレース選手になるために必要な小型自動車競走選手資格検定合格のための大前提となる、オートレース選手養成所の入所試験においては、女子の受験に門戸を開いた32期生の募集以降では現在に至るまで身長制限はない。なお、かつては24期生までは170cm以下、1996年の25期生から31期生までは175cm以下、という身長制限がそれぞれあった。

### 競艇
競艇選手になるために必要な競艇選手資格検定合格のための大前提となる、ボートレーサー養成所入所試験の受験資格には、175cm以下という制限身長がある。かつては170cm以下ないし172cm以下（18歳未満の男子については168cm以下）であったが、現在は若干緩和されている。ただ、競艇では身長よりもむしろ体重が大きく関係しており、下限はあるものの軽量な方が漕艇において有利なため、養成所入所試験の受験資格には、身長以外にも男子は47kg以上57kg以下、女子は42kg以上50kg以下、という体重制限もある。体重以外に身長にも制限を加えているのは、競馬と同様、長身で体重50kg台を維持し続けるとなると健康面にも影響が出る可能性が高いためである。

## アニマルスポーツ
馬は大人の人間を乗せても平地競走では全力疾走、障害競走でもジャンプが可能であるが、重りとなる騎手は軽量な方が馬への負担は少ない。

### 競馬
競馬では騎手になるために必要な騎手免許取得のための大前提となる、競馬学校（中央競馬）ないし地方競馬教養センター（地方競馬）の騎手過程における応募資格に身長制限はない。ただ、身長制限は設けられていないものの、負担重量の関係で厳格な体重管理が求められるため長身だと体重管理が難しくなるとされており、騎手は松若風馬（152cm）やミルコ・デムーロ（158cm）など一般男性としては小柄と呼べる者が多い。ただ、武豊（約170cm）やその弟の武幸四郎（177cm。現在は調教師）など騎手としては長身の部類に入る者もいるだけでなく、武兄弟は数多くのGIレースで優勝を果たしているため、騎手の身長と成績の関連は不明である。日本国外ではジョセフ・オブライエンが180cm越えの長身であり、ダービーステークス2勝を始めとする多くのG1に勝利したが、やはり減量苦により22歳の若さで引退し調教師に転身した。

### 馬術競技
馬術は身長が低めの方が有利という意見もある。だが、175cm（当時の日本人としては高身長）であった西竹一（1932年ロス五輪障害飛越競技金メダリスト）のような例もある。
総合馬術ではジャンプするため軽い方が馬への負担は少ないが、結果への影響は不明。
馬場馬術では全力疾走やジャンプをしないが、影響に関しては不明。

## 自転車競技

### 競輪
競輪選手になるために必要な、競輪選手資格検定、さらに資格検定合格のために大前提となる日本競輪選手養成所入所試験、いずれも受験資格の項目に身長制限はない。
いかに速くゴールするかが求められるため身長（体重も）は全く関係なく、GIタイトルホルダーである児玉広志（166cm）、山口幸二（167cm／65kg）とその次男山口拳矢（166cm）、松浦悠士（168cm）など、小柄でもトップクラスで活躍した選手は多い。同様に、追込選手（上記の児玉広志、山口幸二など。小柄な先行選手の後ろでは空気抵抗が大きくなるため腕を深く曲げ頭も下げるという選手もいる）は元より、160cm台ながらトップクラスで活躍する現役自力選手もいる（深谷知広・佐藤友和・原田研太朗など）。また、数は少ないが男子でも150cm台の選手もおり、そのうち坂口晃輔（95期）は156cmだが2023年上期でトップクラスのS級1班格付けである。
なお、選手の安全確保の観点から、自転車については2015年12月31日を節の初日とする開催以降、スチール製フレームのサドルの先端部がハンガ中心を通る垂線より前に出てはならないと規制されているが、身長160cmに満たない男子選手に限り、サドルの先端部の突出しがハンガ中心からハンガラグの外径外端までの範囲内において特例として認められている（但し特例適用には許可を受ける必要がある）。
女子選手によるガールズケイリンにおいても、小林優香や児玉碧衣などトップレーサーは女性としてはやや大柄な160cm台が多いが、ガールズグランプリを2度制覇した梶田舞は157cmであり、「小さくても大きい選手に対抗できる」との選手からの意見もある。

### ロードレース
ロードレースはマラソンと同じく長距離競技であるが、山を登るコースもあることから、体重を落とすため多くの選手が体脂肪率を落としている。中でも山岳を専門とするクライマーは身長の低い（体重が軽い）選手が有利とされるが、ピエール・ロラン (184cm, 71kg) など大柄の選手も活躍している。平地を専門とするTTスペシャリストやスプリンターは180cm超の選手が多いが、ロビー・マキュアン (171cm, 67kg) など小柄な選手も活躍している。なお、TTスペシャリストやスプリンターは険しい山岳ではグルペットに入って凌ぐことが多いが、これはロードレースが分業制であるため最初から勝負に加わる必要がないためであり、大多数の選手は脱落せずにゴールしている。
多くの自転車競技では選手は自身の股下長に応じて、長さが数種類ある中からクランクを選び、サドルの高さなどを調節できるため、その選び方次第で股関節や膝関節の角度に変化が生じるという。

## フィクションにおける事例
ボクシング漫画の『あしたのジョー』では、原作者の梶原一騎が主人公の矢吹丈に対し力石徹を最大のライバルとしてストーリーに絡め、両者を同じ階級で戦わせることを意図していたのに対し、作画のちばてつやは力石を重要な役回りとは認識しておらず、漫画的記号として二回り大きく描いた。これにより両者はプロ入り後に同じバンタム級で戦うことが難しくなり、梶原は力石に対して過度の減量を課すことで両者の対戦を実現させたものの、力石は限界を超えた減量の代償として最終的に命を落としてしまったというエピソードがある。
バレーボールは身長の高さが有利に働くという特性を持つが、漫画においては『健太やります!』や『ハイキュー!!』のような主要登場人物間の低身長と高身長の対比、『リベロ革命!!』では低身長の主人公にアタッカーではなく守備専門のリベロのポジションを与えるというアプローチがなされている。